# Demanda bioquímica d'oxigen
La demanda biològica d'oxigen (DBO), també denominada demanda bioquímica d'oxigen, és un paràmetre que mesura la quantitat de matèria susceptible de ser consumida o oxidada per mitjans biològics que conté una mostra líquida, i s'utilitza per a determinar el seu grau de contaminació. Normalment es mesura transcorreguts 5 dies (DBO₅) i s'expressa en mg O₂/litre.
És un mètode aplicable en aigües superficials continentals (rius, llacs, aqüífers, etc.), aigües residuals o qualsevol aigua que pugui contenir una quantitat apreciable de matèria orgànica. No és aplicable per a les aigües potables a causa del valor tan baix que presenta, utilitzant-se en aquest cas el mètode d'oxidabilitat amb permanganat potàssic.
El mètode mesura la concentració dels contaminants orgànics. No obstant, pot haver-hi interferències degut al fet que hi hagi substàncies inorgàniques susceptibles de ser oxidades també pels bacteris en dissolució. Pel que es pot afegir N-aliltiourea com inhibidor.

## Tècnica de mesurament
La tècnica utilitzada de mesurament és la següent: S'introduïx un volum definit de la mostra líquida en un recipient opac que eviti que la llum pugui introduir-se en el seu interior (s'eliminaran d'aquesta forma les possibles reaccions fotosintètiques generadores de gasos), s'introduïx un agitador magnètic en el seu interior, i es tapa la boca de l'ampolla amb un caputxó de goma en el qual s'introduïxen algunes llentilles de sosa. Es tanca l'ampolla amb un sensor piezoelèctric, i s'introduïx en una estufa refrigerada a 20 °C.
Els bacteris aniran oxidant la matèria orgànica de l'interior de la dissolució, amb la consegüent despesa d'oxigen de l'interior de l'ampolla. Aquests bacteris, a causa del procés de respiració, emetran diòxid de carboni que serà absorbit per les llentilles de sosa. Aquest procés provoca una disminució interior de la pressió atmosfèrica, que serà mesurada amb el sensor piezoelètric.
Valors per sobre de 30 mg O₂/litre poden ser indicatius de contaminació en aigües continentals, encara que les aigües residuals poden arribar a una DBO de milers de mg O₂/litre.